# Haptonomia

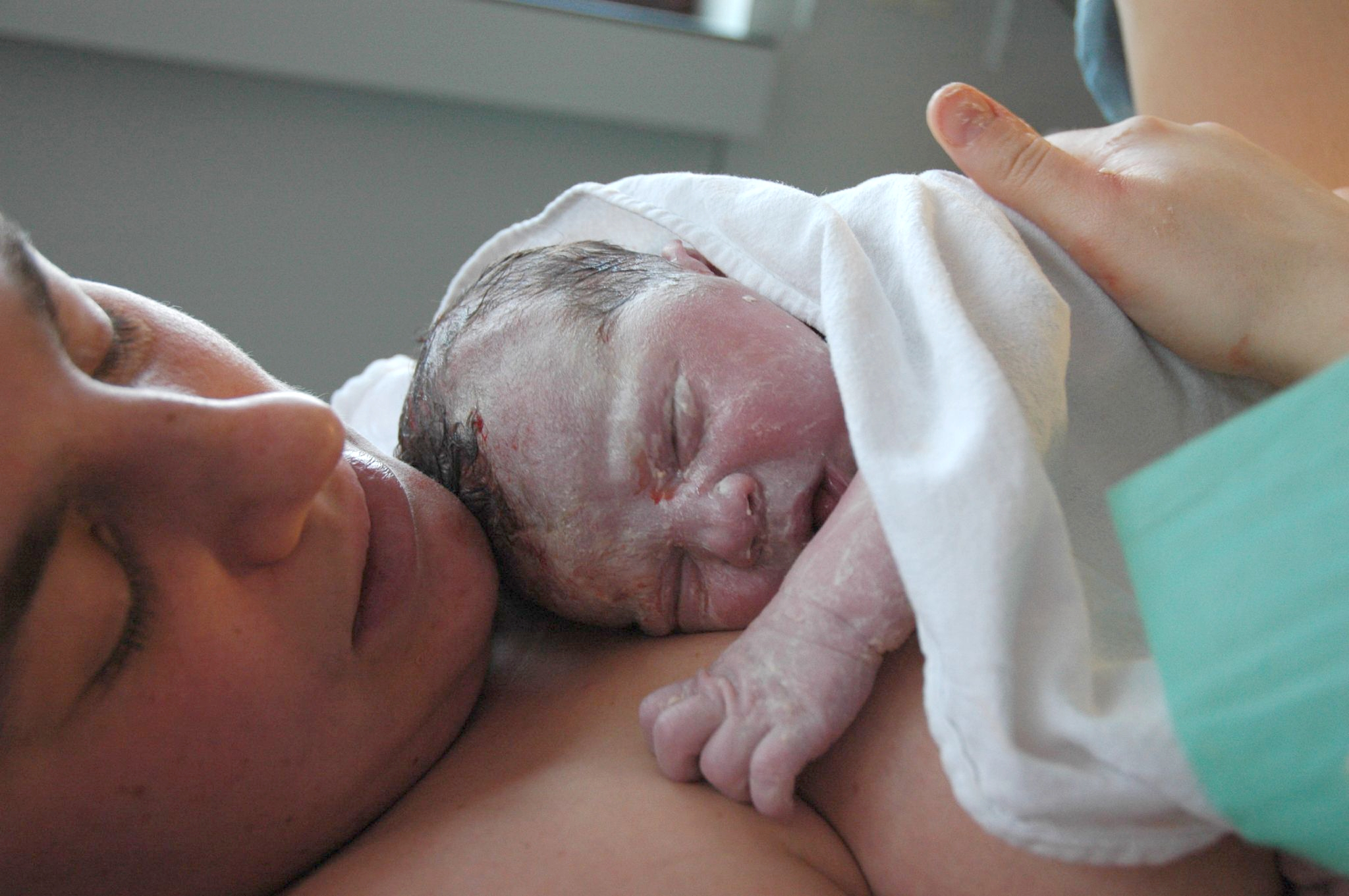
Nadó acabat de néixer

L'haptonomia és una tècnica de preparació per al part. Etimològicament el terme deriva dels mots grecs hapsis (tacte, sentit, afectivitat) i nomos (llei, la norma), i es pot traduir com a tacte afectiu. Consisteix en l'aplicació per part d'ambdós pares d'una sèrie de contactes i carícies que el bebè percep a través de la paret del ventre de la seva mare.

## Història
Les bases teòriques de l'haptonomia van ser desenvolupades pel fisioterapeuta holandès Frans Veldman (1921-2010), a partir de les seves experiències personals a la Segona Guerra Mundial i en les atrocitats de l'Holocaust. Veldman va començar a estudiar la importància de la dimensió afectiva en les relacions humanes, i l'efecte que aquesta podria tenir a través de la mediació del contacte físic en els camps de l'educació i de la salut. Durant la dècada dels 80, ja després de la seva jubilació, Veldman va dedicar el seu temps a sistematitzar les seves idees en diferents publicacions, conformant el cos teòric bàsic de l'haptonomia.

## Aplicació
L'haptonomia és una tècnica que no només té relació amb la mare, sinó que també en té amb el pare i el bebè. S'inicia aproximadament als quatre mesos de gestació i té continuïtat en les setmanes posteriors al part. L'objectiu últim és, per una banda, fer que el bebè senti, ja des del si matern, l'estimació i la tendresa que li oferiran els seus pares després del naixement; per altra banda, es pretén acompanyar el bebè activament en el seu dur viatge d'arribada al món.
La tècnica s'aplica generalment quan el bebè comença a moure's. L'expert mostra llavors als pares els moviments, tècniques i gestos que han d'efectuar per establir comunicació amb el bebè, que els pares han de repetir per obtenir una resposta del bebè des de l'interior del ventre matern. Ja en el part, permet que la mare es calmi durant les contraccions, facilitant així la sortida a l'exterior del bebè.

## Implicacions
Els defensors d'aquesta tècnica sostenen que afavoreix l'establiment de llaços afectius entre els futurs pares i el bebè i estimula la maduració psicològica, afectiva i psicomotora de tots tres. Tanmateix, defensen que la influència positiva de l'haptonomia dura tota la vida, afavorint el desenvolupament d'aspectes psicològics com la independència o la responsabilitat i enfortint la salut física dels nens nascuts mitjançant aquesta tècnica. Finalment, afirmen que l'haptonomia, com a Ciència de l'Afectivitat, es pot aplicar a molts d'altres camps, com la Psicologia clínica o el tractament de pacients hospitalitzats o de la Tercera Edat